# Arthur Guinness, 1. Baron Ardilaun

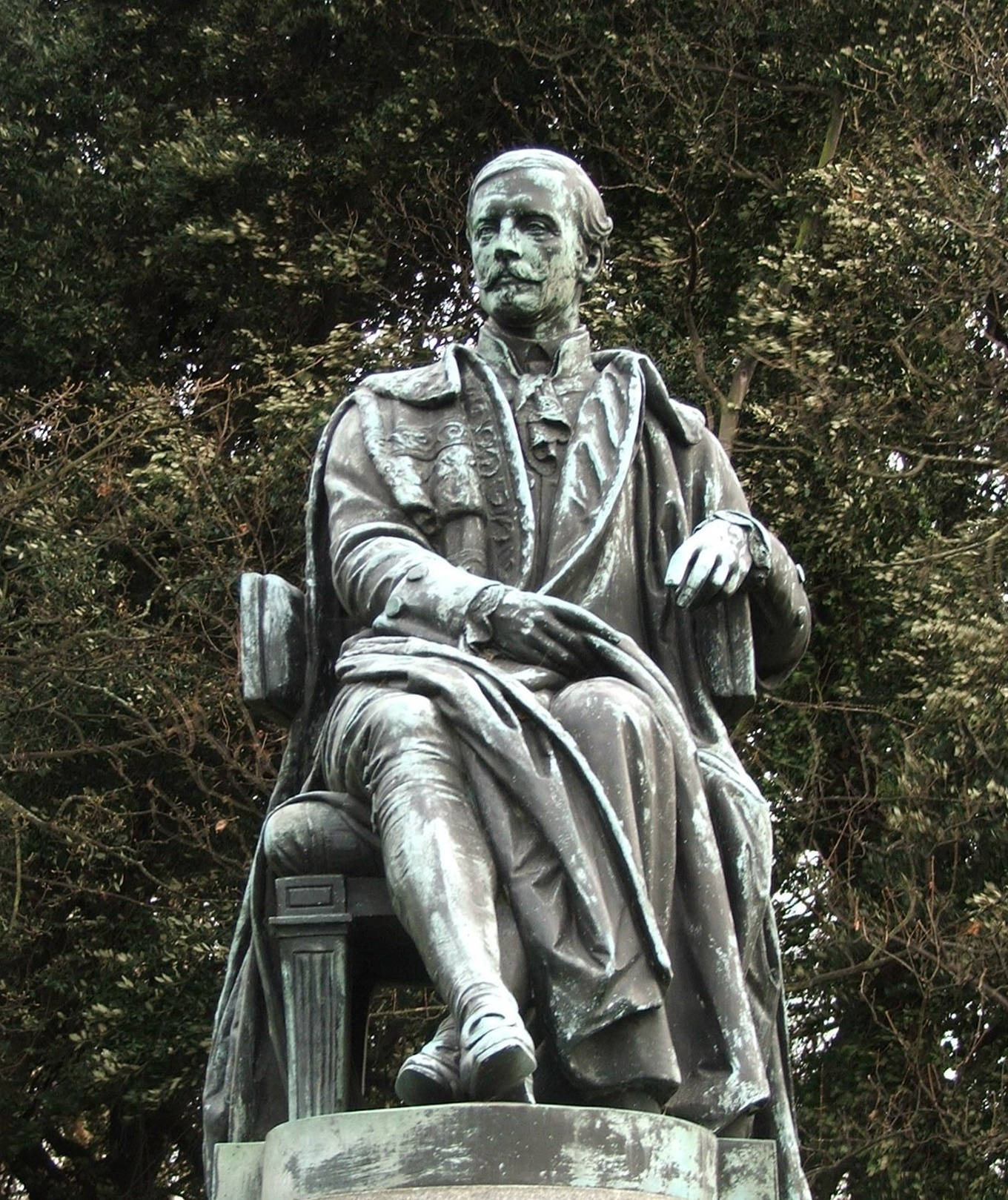
Von Thomas Farrell geschaffene Arthur-Guinness-Statue im St. Stephen’s Green, Dublin

Wappen des Arthur Guinness, 1. Baron Ardilaun

Arthur Edward Guinness, 1. Baron Ardilaun (* 1. November 1840 in Clontarf, Dublin; † 20. Januar 1915 in Raheny) war ein irischer Geschäftsmann, Politiker und Philanthrop.
Guinness war der älteste Sohn von Sir Benjamin Guinness, 1. Baronet (1798–1868) und dessen Gattin Elizabeth Guinness (1813–1865). Er besuchte das Eton College und studierte später am Trinity College der Universität Dublin. Beim Tod seines Vaters erbte er 1868 dessen Adelstitel als 2. Baronet, of Ashford in the County of Galway, und wurde im selben Jahr als dessen Nachfolger als Abgeordneter der Conservative Party für Dublin ins britische House of Commons gewählt. Sein Mandat wurde ihm 1869 wegen Bestechung durch seine Wahlbeauftragten aberkannt, obwohl er nicht persönlich für schuldig befunden wurde. 1871 heiratete er Lady Olivia Hedges-White (1850–1925), Tochter des 3. Earl of Bantry. Bei der Unterhauswahl von 1874 gelang ihm als Abgeordneter für Dublin der Wiedereinzug ins House of Commons. Guinness war ein Gegner jeglicher Home-Rule-Bestrebungen und befürwortete stattdessen die Union zwischen Irland und Großbritannien. 1876 zog er sich aus dem Familienunternehmen zurück und verkaufte seinen Anteil an der Guinness-Brauerei seinem Bruder Edward, mit dem er nach dem Tod ihres Vaters das Unternehmen geleitet hatte. 1880 wurde Arthur Guinness nach seinem Ausscheiden aus dem House of Commons als Baron Ardilaun, of Ashford in the County of Galway, zum erblichen Peer erhoben und wurde dadurch Mitglied des House of Lords. Er war auch Inhaber mehrerer Zeitungen, nämlich des Dublin Daily Express, der Morning Mail, der Evening Mail und des Weekly Warder.
Wie schon sein Vater setzte sich Guinness für die Restaurierung und den Erhalt historischer Bauwerke ein, so ließ er beispielsweise gemeinsam mit seinem Bruder Edward die unter ihrem Vater begonnene Sanierung von Marsh's Library abschließen.
Zeitweise hatte er das Amt eines Deputy Lieutenant für das County Kerry, die City of Dublin, das County Galway und das County Dublin inne. 1891 verlieh ihm die Universität Dublin die Ehrendoktorwürde eines Doctor of Law (LL.D.). Von 1892 bis 1913 war er Präsident der Royal Dublin Society. Guinness starb 1915 in Raheny und wurde auf dem dortigen Friedhof beigesetzt. Da Guinness keine Nachkommen hatte, erlosch die Baronie Ardilaun mit seinem Tod. Die Baronetcy, die er von seinem Vater geerbt hatte, ging auf seinen Neffen Algernon Guinness (1883–1954), den ältesten Sohn seines nächstjüngeren Bruders Benjamin Lee Guinness (1842–1900) über.